# 新・坊っちゃん
『新・坊っちゃん』（しん・ぼっちゃん）は、1975年10月17日から1976年3月26日までNHK総合テレビで放送されたテレビドラマ。全22回。

## 概要
放送時間は金曜の20:00～20:55。本来この枠は前作の「ふりむくな鶴吉」まで1年間（9月ないし10月より4クールの放映期間）の時代劇が放送されていた枠（金曜時代劇）であった。しかし、この作品以降、明治以降の近現代（昭和戦後初期まで）を舞台としたドラマがしばらく放送されるようになり（「新・坊ちゃん」も舞台は明治時代（日清戦争後）なので時代劇に準ずる作品と考えられなくもないが、「金曜時代劇」には数えられていない）、1977年4月開始の「鳴門秘帖」までしばらく時代劇作品の放送は途絶えていた。またこの作品、およびそれ以後の2作品（戦後初期を舞台とした1976年度放映の「いごっそう段六」と「丼池太閤記」）は、それぞれ放映期間を短縮し、4か月完結の作品となった（なおこの2作品の間、9月から12月まで、この枠でのドラマ番組が途絶えた時期があった）。
キャストとしては、当初マドンナ役として予定されていた大原麗子がギラン・バレー症候群のため降板し、急遽結城しのぶに交代した。また、前作「ふりむくな鶴吉」で主人公の相棒を演じていた西田敏行が山嵐役に抜擢された（当時、劇団青年座の若手注目株であったものの一般的知名度はまだまだ低かった西田は、放映終了後の翌年に大河ドラマ「花神」でメインキャラクターの一人山県狂介に起用されるなど、スター役者へとのし上がっていくことになる）。ドラマオリジナルのキャラクターとしては、当時人気のあったアイドル・林寛子が中学の用務員の孫娘「あき」として登場した。
原作では悪役キャラクターである「赤シャツ」「野だいこ」もそれなりに信念を持つ教育者として描いているように（後述のように野だいこは芸術家肌の人間として設定されている）、単純な勧善懲悪のストーリーにはなっておらず、そのため（原作では有名な）坊ちゃんと山嵐が赤シャツ・野だいこに制裁を食らわす結末のシーンも登場しない。

## あらすじ
明治中期、松山の中学校へ数学教師として赴任した矢田部を中心に、漱石の原作をベースとしながらも（原作が短篇であるため）オリジナルストーリーで間をつないだもの。
「西郷いまだ敗死せず」では、西南戦争で討ち死にした西郷隆盛が実は生きていて、松山の奥地に潜んでいるという噂を中心に展開する（なお、山嵐役の西田はそれから14年後に大河ドラマ「翔ぶが如く」で西郷を演じることとなった）。
野だいこが血を吐き、結核で余命いくばくもないと思い、赤シャツのなじみの芸者に裸体画を描かせてくれと頼み実現するが、医者が診断すると胃潰瘍による吐血だった、というエピソード（ドラマオリジナル）もある。

## キャスト
- 坊っちゃん（矢ヶ部剛）：柴俊夫[2]
- マドンナ（遠山雅子）：結城しのぶ[2]
- 赤シャツ（原新之助、教頭）：河原崎長一郎[2]
- 山嵐（堀田吾一、数学主任）：西田敏行[2][注釈 1]
- 野だいこ（吉川、画学）：下条アトム[2]
- うらなり（古賀、英語）：園田裕久[2]
- 狸（笹山、校長）：三國一朗[2]
- 体操（教師）：及川広夫[2]
- 歴史（教師）：佐伯赫哉[2]
- 博物（教師）：三谷昇[2]
- 漢学（教師）：高木均[2]
- 捨松（小使い）：花沢徳衛[2]
- あき（捨松の孫）：林寛子[2]
- イカ銀（下宿の家主）：村上不二夫[2]
- 清（ばあや）：北林谷栄[2]
- 小鈴（芸者）：倍賞美津子[2]
- 遠山菊蔵（マドンナの父、地元の有力者）：伊藤雄之助[2]

## スタッフ
- 原作：夏目漱石『坊つちやん』
- 脚本：市川森一
- 制作：竹内日出男
- 音楽：深町純
- 演出：中山三雄（第1話、第5話、第9話～第10話、第13話、第17話、最終話）、前田純一郎（第2話、第6話、第21話）、岡田勝（第3話、第7話、第14話、第18話）、山内暁（第4話、第8話、第12話、第16話、第20話）、福原恒男（第11話、第15話）、外園悠治（第19話）

## 番組の現存状況
第1回のみしか現存していなかったが、視聴者などの提供で第2回～最終回までの21回分が発掘された。

2015年にNHKアーカイブスの番組公開ライブラリーで全話視聴が可能になっている。